# Myrmarachne paviei
Myrmarachne paviei este o specie de păianjeni din genul Myrmarachne, familia Salticidae. A fost descrisă pentru prima dată de Simon, 1886. Conform Catalogue of Life specia Myrmarachne paviei nu are subspecii cunoscute.